# Fiat Turbina
Der Fiat Turbina wurde im Jahre 1954 gebaut, um den Einsatz von Gasturbinen im Fahrzeugbau zu testen.

## Geschichte

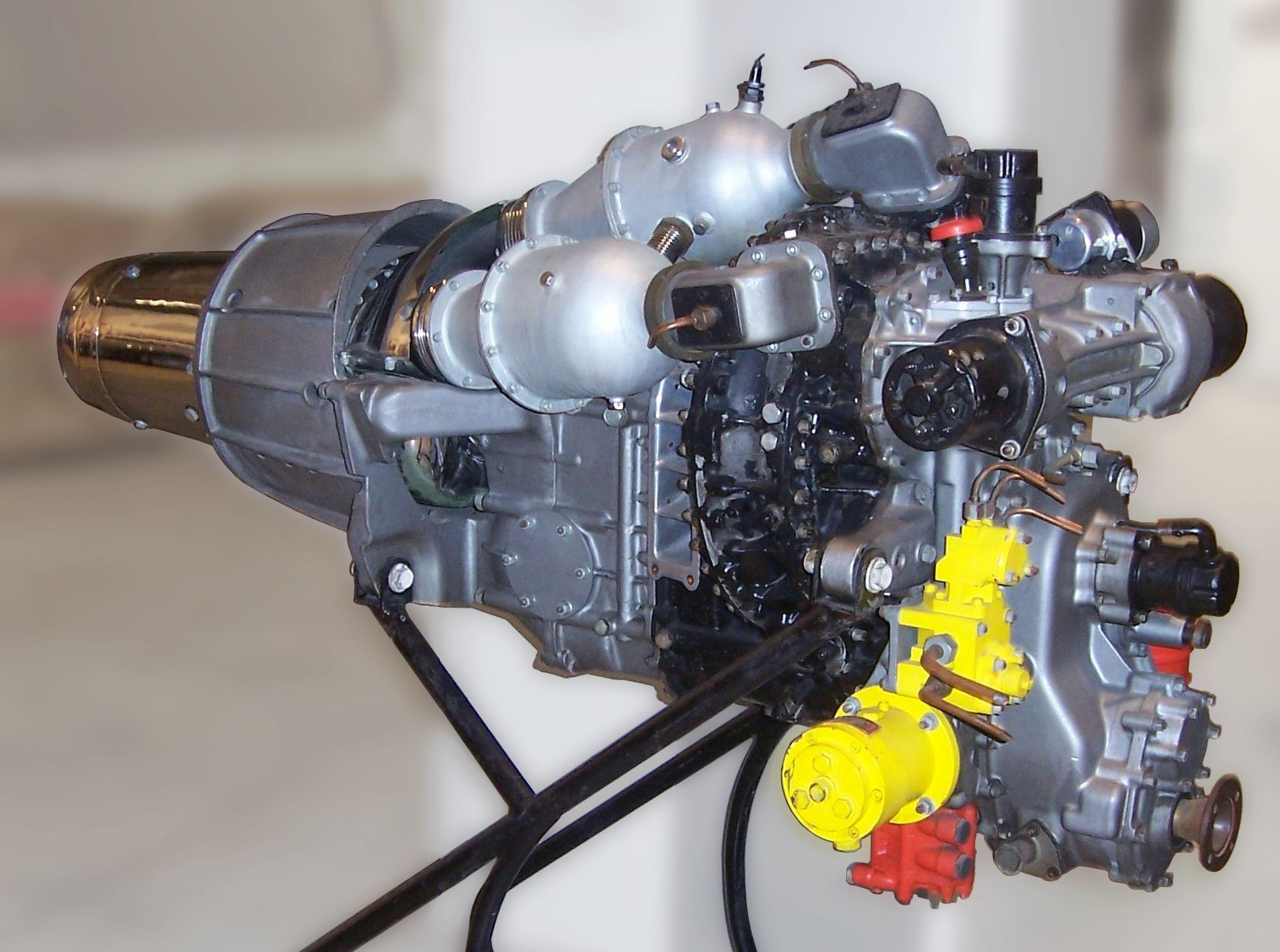
Gasturbinenantrieb 8001

Ende der 1940er-Jahre begann Dante Giacosa, der technische Direktor der Automobilsparte von Fiat, mit Überlegungen zu einem Gasturbinenantrieb für Straßenfahrzeuge. Die hochentwickelten Kolbenmotoren der Luftfahrt waren innerhalb kürzester Zeit durch die neuen Strahltriebwerke und Propellerturbinen abgelöst worden – was damals eine entsprechende Entwicklung im Fahrzeugbau nahelegte. Obwohl der weitverzweigte Industriekonzern Fiat bereits Erfahrungen sowohl mit kleinen Düsentriebwerken – die Strahlturbine de Havilland Ghost baute die Luftfahrtsparte Fiat Aviazione in Lizenz – als auch im Großturbinenbau besaß, entwickelte Giacosa mit seinen Konstrukteuren Oscar Montabone und Vittorio Bellicardi seine Fahrzeugturbine völlig neu.
Der originale Turbina ist im Museo Nazionale dell’Automobile in Turin ausgestellt; das Triebwerk wird im Centro Storico Fiat gezeigt.

## Technik

### Antrieb
Als Antrieb diente eine mittig eingebaute zweistufige Gasturbine mit drei Brennkammern und zweistufigem Kompressor, die mit Kerosin betrieben wurde. Sie entwickelte 300 PS (221 kW) bei 22.000/min. Das reichte für eine Höchstgeschwindigkeit von 250 km/h.

### Karosserie
Der Aufbau war als zweitüriges Coupé mit hinten angeschlagenen Türen, zwei Heckflossen und Speichenrädern ausgeführt. Die Hinterräder konnten bei Bedarf verkleidet werden. Die Tanks mit jeweils 60 Litern Inhalt waren in den Schwellern unterhalb der Türausschnitte angeordnet.

### Fahrwerk
Die Radaufhängungen entsprachen der Auslegung des Rennsportwagens Fiat 8V. Auf den Drahtspeichenrädern von Borrani waren Pirelli-Reifen vom Typ „Stelvio Corsa“ mit der Abmessung 6.00 × 16″ montiert.

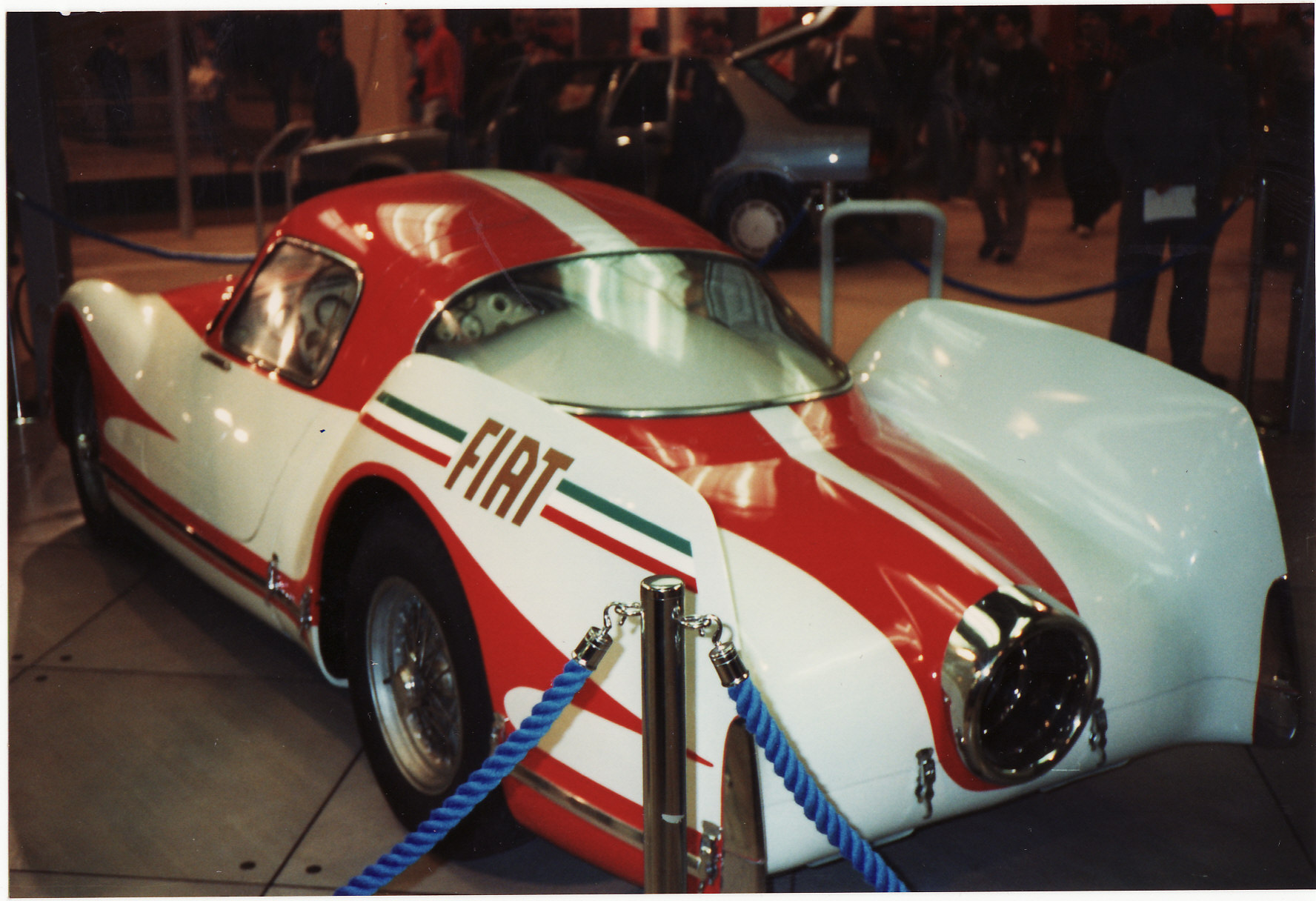
Heckansicht